# Ład gospodarczy
Ład gospodarczy – w aspekcie międzynarodowym jest to równowaga w sferze międzynarodowych stosunków gospodarczych, osiągana poprzez relacje gospodarcze pomiędzy państwami i organizacjami w świecie.
Tak rozumiany ład gospodarczy zaczął pojawiać się na świecie po II wojnie światowej, a z czasem był on modyfikowany ze względu na zmieniającą się sytuację międzynarodową. Instytucjami, które w założeniu mają stać na straży międzynarodowego ładu gospodarczego to Bank Światowy, Międzynarodowy Fundusz Walutowy, Światowa Organizacja Handlu.
Krytycy tych instytucji wskazują na fakt, iż mogą one służyć gospodarczej eksploatacji krajów biedniejszych przez bogate kraje zachodniej Europy oraz Stany Zjednoczone. Międzynarodowemu Funduszowi Walutowemu zarzuca się, iż "narzuca państwom wdrażanie programów, które nie tylko nie działają, ale często wręcz hamują rozwój gospodarczy, przez co przyczyniają się do pogłębienia ubóstwa oraz nierównowag w gospodarce". Ponadto wymusza na poszczególnych państwach liberalizację rynków finansowych, nadmierną dyscyplinę budżetową i naciska na utrzymywanie niskiej inflacji, sam zaś cechuje się nieprzejrzystością i brakiem demokratycznych procedur w procesie podejmowania decyzji oraz nie dopuszcza do procesu decyzyjnego państw potrzebujących pomocy. Joseph E. Stiglitz - laureat nagrody Nobla - podkreślał także, że lepiej rozwijały się kraje, które przeciwstawiły się naciskom MFW (Malezja, Chiny, Indie) a te, które ślepo go słuchały, zostały doprowadzone do katastrofy gospodarczej (np. Indonezja czy Argentyna). Stąd też międzynarodowy ład gospodarczy może być postrzegany, jako ład kosmopolitycznych elit.
W aspekcie krajowym ład gospodarczy oparty na zasadach konstytucyjnych. W przypadku Polski najważniejszy jest artykuł 20 Konstytucji, mówiący o tym, że podstawą ustroju gospodarczego Rzeczypospolitej Polskiej jest społeczna gospodarka rynkowa oparta na wolności działalności gospodarczej, własności prywatnej oraz solidarności, dialogu i współpracy partnerów społecznych.